# Nototriton
Nototriton là một chi động vật lưỡng cư trong họ Plethodontidae, thuộc bộ Caudata. Chi này có 13 loài và 69% bị đe dọa hoặc tuyệt chủng.